# Fußball-Europameisterschaft der Frauen 1997/Deutschland
Dieser Artikel behandelt die deutsche Fußballnationalmannschaft der Frauen bei der Europameisterschaft 1997 in Norwegen und Schweden.

## Qualifikation
Deutschland wurde als amtierender Europameister für die Qualifikation in die Gruppe 1 der Kategorie A gelost und traf auf die amtierenden Weltmeister aus Norwegen sowie Finnland und die Slowakei. Die deutsche Elf gewann unter Trainer Gero Bisanz vier von sechs Spielen und belegte hinter Norwegen den zweiten Platz.
Durch den zweiten Platz musste sich Deutschland erst durch Playoffs für die Europameisterschaft qualifizieren. Diese fanden nach den Olympischen Sommerspielen 1996 in Atlanta, bei denen die DFB-Elf unter Trainer Bisanz den fünften Platz belegt hatte, statt. Danach übernahm die bisherige Co-Trainerin Tina Theune-Meyer als erste DFB-Auswahltrainerin den Trainerposten von Bisanz. Unter ihrer Leitung gelangen im September 1996 gegen Gegner Island in zwei Spielen zwei Siege, die 3:0 und 4:0 endeten. Damit hatte sich die DFB-Elf für die erste Europameisterschaft der Frauen in Turnierform qualifiziert.

### Tabelle
| Pl. | Team        | Sp. | S | U | N | Tore  | Pkt. |
| --- | ----------- | --- | - | - | - | ----- | ---- |
| 1   | Norwegen    | 6   | 5 | 1 | 0 | 33:01 | 16   |
| 2   | Deutschland | 6   | 4 | 1 | 1 | 15:03 | 13   |
| 3   | Finnland    | 6   | 1 | 1 | 4 | 02:19 | 04   |
| 4   | Slowakei    | 6   | 0 | 1 | 5 | 01:28 | 01   |

### Qualifikationsspiele
| Datum      | Spielort     | Gegner   | Ergebnis  | Torschützen |
| ---------- | ------------ | -------- | --------- | --- |
| 20.09.1995 | Tampere      | Finnland | 0:3 (0:1) | 0:1 Wiegmann (15.), 0:2 Mohr (66.), 0:3 Wiegmann (84.)                                                          |
| 25.10.1995 | Bratislava   | Slowakei | 0:3 (0:1) | 0:1 Prinz (16.), 0:2 Mohr (54.), 0:3 Neid (79.)                                                                 |
| 11.04.1996 | Unterhaching | Slowakei | 2:0 (0:0) | 1:0 Wiegmann (69.), 2:0 Fitschen (87.)                                                                          |
| 02.05.1996 | Jena         | Norwegen | 1:3 (1:2) | 1:0 Brocker (9.), 1:1 Haugen (15.), 1:2 Haugen (31.), 1:3 Medalen (51.)                                         |
| 05.05.1996 | Gifhorn      | Finnland | 6:0 (4:0) | 1:0 Smisek (10.), 2:0 Mohr (20.), 3:0 Mohr (44.), 4:0 Wunderlich (45.), 5:0 Minnert (56.), 6:0 Austermühl (68.) |
| 06.06.1996 | Trondheim    | Norwegen | 0:0 (0:0) | |

### Playoffs
| Datum      | Spielort  | Gegner | Ergebnis  | Torschützen                                                             |
| ---------- | --------- | ------ | --------- | ----------------------------------------------------------------------- |
| 18.09.1996 | Reykjavík | Island | 0:3 (0:1) | 0:1 Voss (24.), 0:2 Voss (66.), 0:3 Jones (86.)                         |
| 29.09.1996 | Koblenz   | Island | 4:0 (1:0) | 1:0 Mohr (14.), 2:0 Hingst (46.), 3:0 Stegemann (62.), 4:0 Hingst (65.) |

Grün unterlegte Ergebnisse kennzeichnen Siege.

## Vorbereitung
Nach der Übernahme des Traineramtes durch Tina Theune-Meyer absolvierte die DFB-Elf 10 Spiele, darunter die 2 Playoffs gegen Island, von denen 5 gewonnen und eins verloren wurde. Hinzu kamen 4 Remis. Theune-Meyer nahm nach dem eher enttäuschenden Abschneiden bei den Olympischen Spielen in Atlanta eine enorme Kaderverjüngung vor. Leistungsträgerinnen, wie die langjährige Kapitänin Silvia Neid, Jutta Nardenbach, Manuela Goller, Birgitt Austermühl, Dagmar Pohlmann, Patricia Brocker hatten nach Olympia ihre Nationalmannschaftskarriere beendet. Heidi Mohr wurde am 29. September 96 in Koblenz nach dem zweiten Play-Off-Spiel gegen Island aus der Nationalmannschaft verabschiedet. Dementsprechend debütierten bis zur EM mit Nicole Ferber, Astrid Gröpper, Miriam Scheib, Sonja Fuss, Ariane Hingst, Claudia Müller, Inken Beeken, Nia Künzer, Carmen Schäfer, Nadine Angerer und Claudia von Lanken insgesamt 11 Spielerinnen, von denen Hingst, Fuss, Angerer und von Lanken später auch für die EM nominiert wurden. Außerdem wurden mit Sandra Smisek, Silke Rottenberg und Steffi Jones drei Spielerinnen wieder für die Nationalmannschaft berücksichtigt, deren Debüt zwar schon einige Zeit zurücklag, diese nun aber erst ihre äußerst erfolgreichen Karrieren starteten. 
Als Vorbereitung kann ein kleines Turnier Ende Mai 1997 in Kopenhagen angesehen werden, welches der Dänische Fußballverband zu seinem 25-jährigen Bestehen ausrichtete. 
| Datum      | Spielort   | Gegner   | Ergebnis  | Torschützen                                                                    |
| ---------- | ---------- | -------- | --------- | ------------------------------------------------------------------------------ |
| 27.05.1997 | Kopenhagen | Dänemark | 2:2 (1:1) | 1:0 Johansen (3.), 1:1 Voss (14.), 2:1 Jones (79. Eigentor), 2:2 Meinert (88.) |
| 28.05.1997 | Kopenhagen | Norwegen | 0:3 (0:1) | 0:1 Riise (32.), 0:2 Sandaune (42.), 0:3 Leinan (76.)                          |

## Kader
Bundestrainerin Theune-Meyer und ihre neue Co-Trainerin Silvia Neid nominierten um die Kapitänin Martina Voss mit Doris Fitschen, Bettina Wiegmann, Sandra Minnert, Maren Meinert, Pia Wunderlich und der noch 19jährigen Birgit Prinz zwar einige bewährte Leistungsträgerinnen, andererseits hatte die Hälfte des Kaders bis zur EM nicht mehr als 10 Länderspiele absolviert. Die größte Überraschung war dabei sicherlich die Nominierung von Nadine Angerer, die zu dieser Zeit noch beim zweitklassigen Verein Wacker München spielte. Allerdings hatte Angerer in sieben der 10 Spiele unter Theune-Meyer im Tor gestanden, während Rottenberg nur auf drei Einsätze gekommen war. Das noch 18jährige Stürmertalent Inka Grings wurde hingegen nicht nominiert.
| Nummer      | Name               | Verein vor EM-Beginn        | Geburtstag | LS  | Sp. | Tor | Gelbe Karte | Gelb-Rote Karte | Rote Karte |
| Tor         | Tor                | Tor                         | Tor        | Tor | Tor | Tor | Tor         | Tor             |            |
| ----------- | ------------------ | --------------------------- | ---------- | --- | --- | --- | ----------- | --------------- | ---------- |
| 01          | Silke Rottenberg   | Sportfreunde Siegen         | 25.01.1972 | 7   | 5   | 0   | 0           | 0               | 0          |
| 12          | Nadine Angerer     | FC Wacker München           | 10.11.1978 | 7   | 0   | 0   | 0           | 0               | 0          |
| 16          | Claudia von Lanken | SSV Schmalfeld              | 03.06.1977 | 1   | 0   | 0   | 0           | 0               | 0          |
| Abwehr      |                    |                             |            |     |     |     |             |                 |            |
| 02          | Kerstin Stegemann  | FC Eintracht Rheine         | 29.11.1977 | 22  | 5   | 0   | 0           | 0               | 0          |
| 15          | Sonja Fuss         | Grün-Weiß Brauweiler        | 05.11.1978 | 5   | 1   | 0   | 0           | 0               | 0          |
| 04          | Stephanie Jones    | SG Praunheim                | 22.12.1972 | 17  | 5   | 0   | 0           | 0               | 0          |
| 05          | Doris Fitschen     | SG Praunheim                | 25.10.1968 | 91  | 5   | 0   | 0           | 0               | 0          |
| 13          | Claudia Klein      | Grün-Weiß Brauweiler        | 24.09.1971 | 4   | 1   | 0   | 0           | 0               | 0          |
| 19          | Inken Becher       | Hertha Zehlendorf           | 02.09.1978 | 1   | 3   | 0   | 1           | 0               | 0          |
| 03          | Sandra Minnert     | FSV Frankfurt               | 07.04.1973 | 37  | 4   | 1   | 2           | 0               | 0          |
| Mittelfeld  |                    |                             |            |     |     |     |             |                 |            |
| 06          | Pia Wunderlich     | SG Praunheim                | 26.01.1975 | 29  | 5   | 0   | 1           | 0               | 0          |
| 08          | Bettina Wiegmann   | Grün-Weiß Brauweiler        | 07.10.1971 | 79  | 5   | 1   | 0           | 0               | 0          |
| 10          | Martina Voss       | FC Rumeln-Kaldenhausen      | 22.12.1967 | 100 | 2   | 0   | 0           | 0               | 0          |
| 11          | Maren Meinert      | FC Rumeln-Kaldenhausen      | 05.08.1973 | 44  | 4   | 1   | 2           | 0               | 0          |
| 14          | Melanie Hoffmann   | FC Rumeln-Kaldenhausen      | 29.11.1974 | 5   | 1   | 0   | 0           | 0               | 0          |
| 17          | Ariane Hingst      | Hertha Zehlendorf           | 25.07.1979 | 9   | 3   | 0   | 0           | 0               | 0          |
| 18          | Sandra Smisek      | FSV Frankfurt               | 03.07.1977 | 16  | 5   | 0   | 0           | 0               | 0          |
| Angriff     |                    |                             |            |     |     |     |             |                 |            |
| 07          | Claudia Müller     | Fortuna Sachsenroß Hannover | 21.05.1974 | 8   | 2   | 0   | 0           | 0               | 0          |
| 09          | Birgit Prinz       | FSV Frankfurt               | 25.10.1977 | 37  | 5   | 2   | 1           | 0               | 0          |
| 20          | Monika Meyer       | Sportfreunde Siegen         | 23.06.1972 | 2   | 4   | 1   | 1           | 0               | 0          |
| Trainerstab |                    |                             |            |     |     |     |             |                 |            |
|             | Tina Theune-Meyer  | Trainerin                   | 04.11.1953 |     |     |     |             |                 |            |
|             | Silvia Neid        | Co-Trainerin                | 02.05.1964 |     |     |     |             |                 |            |

## Spiele

### Vorrunde
Deutschland traf in der Vorrundengruppe B auf Italien, Norwegen und Dänemark. Zum Auftakt mühte sich die DFB-Elf zu einem Unentschieden gegen Italien. Anschließend wartete Dauerrivale und Mitfavorit Norwegen auf die deutschen Frauen, dem ein 0:0 abgetrotzt wurde. Allerdings hatte dieses Unentschieden einen bitteren Beigeschmack, da sich Kapitänin Martina Voss schwer verletzte und nicht mehr am Turnier teilnehmen konnte. Darüber hinaus lag die DFB-Elf nach 2 Gruppenspielen nur auf dem dritten Platz und musste das dritte Spiel gegen Dänemark möglichst gewinnen, um noch ins Viertelfinale einzuziehen. In den beiden letzten, parallel angesetzten Gruppenspielen bahnte sich zwischen Italien und Norwegen recht früh eine Sensation an. Italien führte ab der dritten Minute und der deutschen Elf gelang gegen Dänemark lange kein Tor. In dieser Konstellation wären Norwegen und Italien ins Viertelfinale eingezogen. Erst Monika Meyers Tor in der 82. Minute stellte die Dinge auf den Kopf. Nunmehr war Mitfavorit Norwegen plötzlich außen vor. Birgit Prinz erhöhte noch auf 2:0 und auch Italien gelang noch ein zweites Tor. Somit zogen Italien und Deutschland ins Viertelfinale ein, während Gastgeber und Mitfavorit Norwegen bereits nach der Vorrunde ausgeschieden war.
| Montag, 30. Juni 1997, 14:00 in Moss    |   |             |           |
| Deutschland                             | – | Italien     | 1:1 (0:0) |
| Donnerstag, 3. Juli 1997, 20:00 in Moss |   |             |           |
| Norwegen                                | – | Deutschland | 0:0 (0:0) |
| Sonntag, 6. Juli 1997, 14:00 in Moss    |   |             |           |
| Dänemark                                | – | Deutschland | 0:2 (0:0) |

### Halbfinale
| Mittwoch, 9. Juli 1997, 17:30 in Karlstad |   |             |           |
| Schweden                                  | – | Deutschland | 0:1 (0:0) |

### Finale
| Samstag, 12. Juli 1997, 16:00 in Oslo |   |         |           |
| Deutschland                           | – | Italien | 2:0 (1:0) |